# Македонци
 Тази статия е за жителите на областта Македония.  За жителите на Северна Македония вижте Македонци (нация).  За жителите на Македония в Античността вижте Древни македонци.
Македо̀нци (на гръцки: Μακεδόνες, Македонес, на македонска литературна норма: македонци) са жителите на географската област Македония.
Чуждестранните пътешественици, посетили Македония през XIX и ранния XX век, твърдят, че населението ѝ се състои основно от българи, както и от гърци, евреи, румънци (арумъни) и турци, и не може да се срещне „нито един македонски християнин, който да не е сърбин, българин, грък или румънец“. Според други изследователи до началото на 40-те години на XX век славяноезичното население в региона е било предимно с българско самосъзнание. Огромното мнозинство от македонците, живеещи извън териториите на днешна България, след Първата световна война в резултат на асимилационни или етнообразуващи процеси постепенно започват да не се самоосъзнават като българи. Част от тях се определят като македонци на национално ниво – т.е. хората самоопределящи се като част от македонската нация, а друга част се определят като македонци на регионално ниво – т.е. македонски българи, македонски гърци.

## Преобладаващ възглед в България
„Азъ ще прѣдамъ тукъ и сѫщеврѣменно, че ще наричамъ българе жителитѣ на Македопин, а не сърбе, защото тѣ сами се наричатъ тъй и защото езика имъ е български диалектъ; ще забѣлѣжа при това, че тѣзи западни българе, македонцитѣ, се различаватъ въ говора отъ источнитѣ българе само по акцента, но въ граматическо отношение (прибавянето на члена, мѣстоимението „язъ“, сравнението, образуванието на бѫдѫщето, изоставянието на инфинита и пр.) говора имъ е съвсемъ на българска страна, че по-нататъкъ въ нѣкои точки македонския говоръ има свои особенности, когато сърбското и источно-българското нарѣчия се съгласяватъ. Въпросътъ за националностьта на македонцитѣ не трѣбва така въобще да се поставя и да се пита: сърбе ли сѫ македонцитѣ или българе? по: кой народъ има повече право за тѣхъ? Този въпросъ трѣбва да се разрѣши чрѣзъ славиститѣ, въ съдружие съ етнографитѣ и историцитѣ, а най-малко може да се рѣши тъй повърхностно, както е направилъ Гопчевичъ въ своята „Македония и Стара Сърбия“.
Колкото се отнася до празднуванието на „Славата“, на което Гопчевичъ безъ право много се основава, ще кажемъ, че такова празнувание се срѣща и въ источна България, даже и въ Бесарабия, отъ друга страна пъкъ и такова празднувание не става на всѣкѫдѣ и отъ всички, както е напр. въ Битоля, дѣто само нѣкои фамилии извършватъ празднуванието за „Светеца“ или „Службата“. Сѫщо и власитѣ отъ Мегленско празднуватъ единъ подобенъ праздникъ, въ което празднувание взема участие цѣлото село. За мене лично не сѫществува никакво съмнѣние относително този въпросъ, т. е., че тѣ, македонцитѣ, сѫ българе и че като такива, трѣбва да се придадѫтъ на българетѣ.
Според преобладаващото в България схващане, македонците са българска етнографска група със своя регионална идентичност (подобно на добруджанци, тракийци, балканджии). Приема се също, че славянските диалекти, говорени на територията на областта Македония, са диалекти на българския език. Книжовната норма в Северна Македония, така нареченият македонски литературен език, се приема в България за регионална (западна) книжовна форма на българския език. Носителите на тези диалекти – както в Северна Македония, така и в Гърция – са били част от българския етнос, макар и повечето от тях днес да са с небългарско национално самосъзнание, поради дълготрайното въздействие на политиката на елинизация или македонизация. Хората, приели елинизма за национална ориентация са наричани гъркомани, а приелите македонизма – етнически македонци, а също и македонисти.

### Македонци по националност в България
Македонците по националност в България според преброяването от 2011 година са 1654 души, като повечето от тях (1091) са северномакедонски граждани, постоянно пребиваващи в страната. Македонизацията в България е резултат на налагането на комунистическия режим след края на Втората световна война и промяната на геополитическите условия. След като Тито и Сталин влизат в открит конфликт през 1948 г. идеята за Балканска федерация пропада, а политиката на т. нар. културна автономия е частично изоставена от БКП. Въпреки това македонизацията продължава с намаляваща интензивност до 1958 г. и дава известен резултат, като малка част от населението в Пиринско приема или запазва трайна македонска идентичност.

## Преобладаващ възглед в Гърция
Македонци (Mακεδόνες) могат да се наричат само и единствено жителите на Древна Македония и техните наследници. Тъй като според гръцката историография древните македонци са били гърци, техни наследници са единствено днешните гърци – „македонските гърци (Μακεδόνες Έλληνες)“, независимо дали са „елиногласни гърци“ (ελληνόφωνοι Έλληνες) или славяногласни, албаногласни, влахогласни или туркогласни гърци (гагаузи) (σλαβόφωνοι, αλβανόφωνοι, βλαχόφωνοι, τουρκόφωνοι Έλληνες), жители на Македония (тоест хората, определяни понякога в България, Северна Македония, Румъния и Албания като гъркомани).
Съвет на Европа, 24 януари 2007 – Константинос Караманлис, премиер на Гърция:

| “ | Аз съм македонец както и още два и половина милиона гърци. | ” |

Славянското население на Северна Македония е наричано от официална Атина и изобщо в Гърция най-често „славомакедонци“ (Σλαβομακεδόνες), като също така в употреба са и термините „българоскопяни“ (Βουλγαροσκοπιανοί) или „скопяни“ (Σκοπιανοί). Езикът, на който това население говори, е наричан „скопски език“ (Σκοπιανή γλώσσα), „български диалект“ (Βουλγαρική διάλεκτος) или най-често „славомакедонски език“ (Σλαβομακεδονική γλώσσα).

## Преобладаващ възглед в Северна Македония
Преобладаващият възглед в Северна Македония е, че етническите македонци са славяноезичен народ, различен от останалите славянски народи, спадащ към южнославянската народностна група, който населява Балканския полуостров (главно в Северна Македония, и като потиснато национално малцинство в България, Гърция и Албания) и говори македонски език. Днешните македонци са резултат от смесване между древните македонци и славяните, които са дошли на Балканите. Славянските диалекти, говорени на географската област Македония, са диалекти на македонския език. Носителите на тези диалекти – както в България, така и в Гърция и в Албания – са част от македонския етнос, макар и повечето от тях да са с немакедонско национално съзнание, поради дълготрайното въздействие на политиката на интензивна национална асимилация на населението (главно в България и Гърция), включваща забраната за образование на македонски език, забрана за образуването на малцинствени политически партии и невъзможността за свободно изявяване на македонско национално съзнание. Това е официалната позиция на Северна Македония и позицията на част от научната общност в страната, която се споделя от огромното мнозинство от имащите македонско национално съзнание – около 1,3 милиона души (65%) от цялото население на страната.

### Българи в Северна Македония
Въпреки че официално в Северна Македония за българи са признати само 1417 души, над 80 000 македонци са получили българско гражданство на базата на деклариран български етнически произход до 2017 година, а десетки хиляди други граждани на Северна Македония са подали молби за българско гражданство, които все още не са удовлетворени. Други, които нямат двойно гражданство, открито афишират българския си произход, като например писателите Младен Сърбиновски и Миле Неделковски. Като цяло в България е застъпено схващането, че македонците в Северна Македония са етнополитически дезориентирани българи. Това е позицията на българската научна общност, която се споделя от огромното мнозинство от българите.

### Диаспора на македонците по националност
В териториите от областта Македония, които са разположени извън Северна Македония, според официални данни живеят около 10 000 души с македонско самосъзнание. Според последното преброяване от 2011 г. в България има 1654 души с македонско съзнание, които не са признати като отделно малцинство. От тях над 1000 души са постоянно пребиваващи в България северномакедонски граждани. Такива хора има и в Гърция, като броят им е неясен поради непризнаването им от официалните власти и липсата на етническа графа при преброяванията. Те са представени от партията „Виножито“, за която на изборите за Европарламент през 2009 г. са гласували 4530 души. В Албания, където са признати като малцинство в областта Мала Преспа, по официални данни живеят 4697 македонци. Македонци живеят и в Сърбия, Румъния, Австралия, САЩ, Канада, Европейския съюз и другаде по света.

## Традиционно румънско разбиране
Традиционно в Румъния и в румъноезичната литература „македонци“ е географски термин и с него най-често се обозначават романоезичните жители на Македония – арумъни и мъгленорумъни. Наред с това терминът „македонци“ в днешно време се употребява и за античните македонци, както и за славяноезичните жители на Северна Македония.